# تشارلز هويل
تشارلز هويل (بالإنجليزية: Charles Howell)‏ هو سياسي بريطاني (وحمل سابقاً جنسية المملكة المتحدة لبريطانيا العظمى وأيرلندا)، ولد في 22 أكتوبر 1905، وتوفي في 26 أكتوبر 1974. حزبياً، نشط في حزب العمال. في الانتخابات العامة في المملكة المتحدة 1955 ‏، انتخب عضو البرلمان الحادي والأربعين للمملكة المتحدة ‏ عن دائرة برمنغهام، بيري بر (26 مايو 1955 – 18 سبتمبر 1959) وفي الانتخابات العامة في المملكة المتحدة 1959 ‏، انتخب عضو البرلمان الثاني والأربعون للمملكة المتحدة ‏ عن دائرة برمنغهام، بيري بر (8 أكتوبر 1959 – 25 سبتمبر 1964).